# Myrta

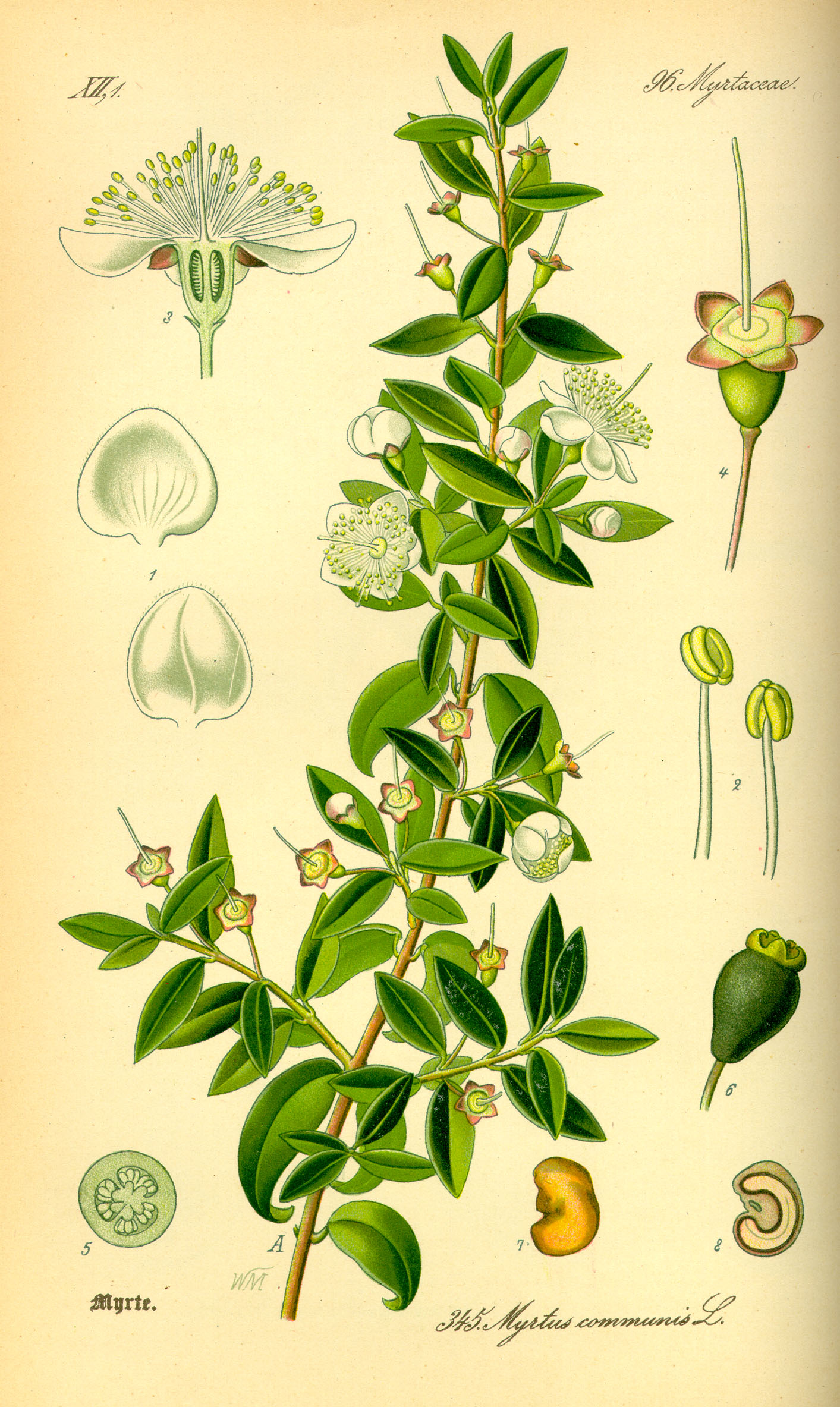
Myrta obecná na ilustraci z roku 1885

Myrta (Myrtus) je rod rostlin z čeledi myrtovité. Zahrnuje 2 druhy a je rozšířen ve Středomoří, jihozápadní Asii a saharské Africe, zplaněl však i v jiných klimaticky příhodných částech světa. Myrty jsou stálezelené keře s nevelkými sytě zelenými listy a bílými květy s množstvím nápadně dlouhých tyčinek. Myrta obecná se vyskytuje i v jižní Evropě a má tradiční široké využití již od starověku. V současnosti se pěstuje jako zdroj vonných silic, léčivá a okrasná rostlina. V České republice se pěstuje jako kontejnerová rostlina. Jako léčivá rostlina je využíván i saharský druh Myrtus nivellei.

## Popis
Myrty jsou stálezelené keře, dorůstající výšky od 1 do 3 metrů. Listy jsou tmavě zelené, vstřícné, jednoduché, přisedlé nebo krátce řapíkaté. Při rozemnutí aromaticky voní. Květy jsou pravidelné, pětičetné, jednotlivé v paždí listů a sladce voní. Koruna je bílá, složená z 5 korunních lístků. Tyčinek je mnoho a mají dlouhé nitky. Plodem je kulovitá bobule obsahující několik semen.

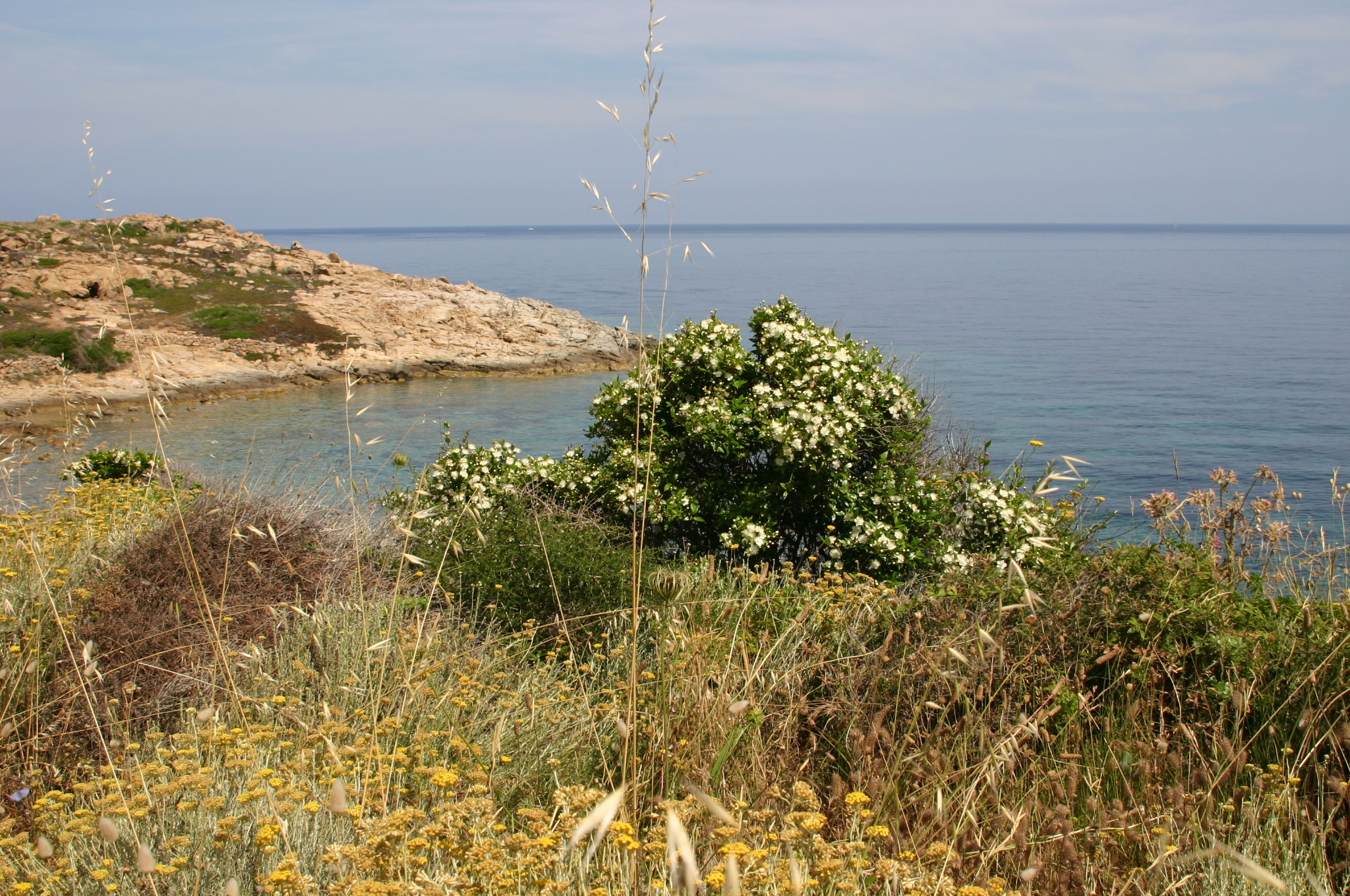
Rozkvetlá myrta na Korsice
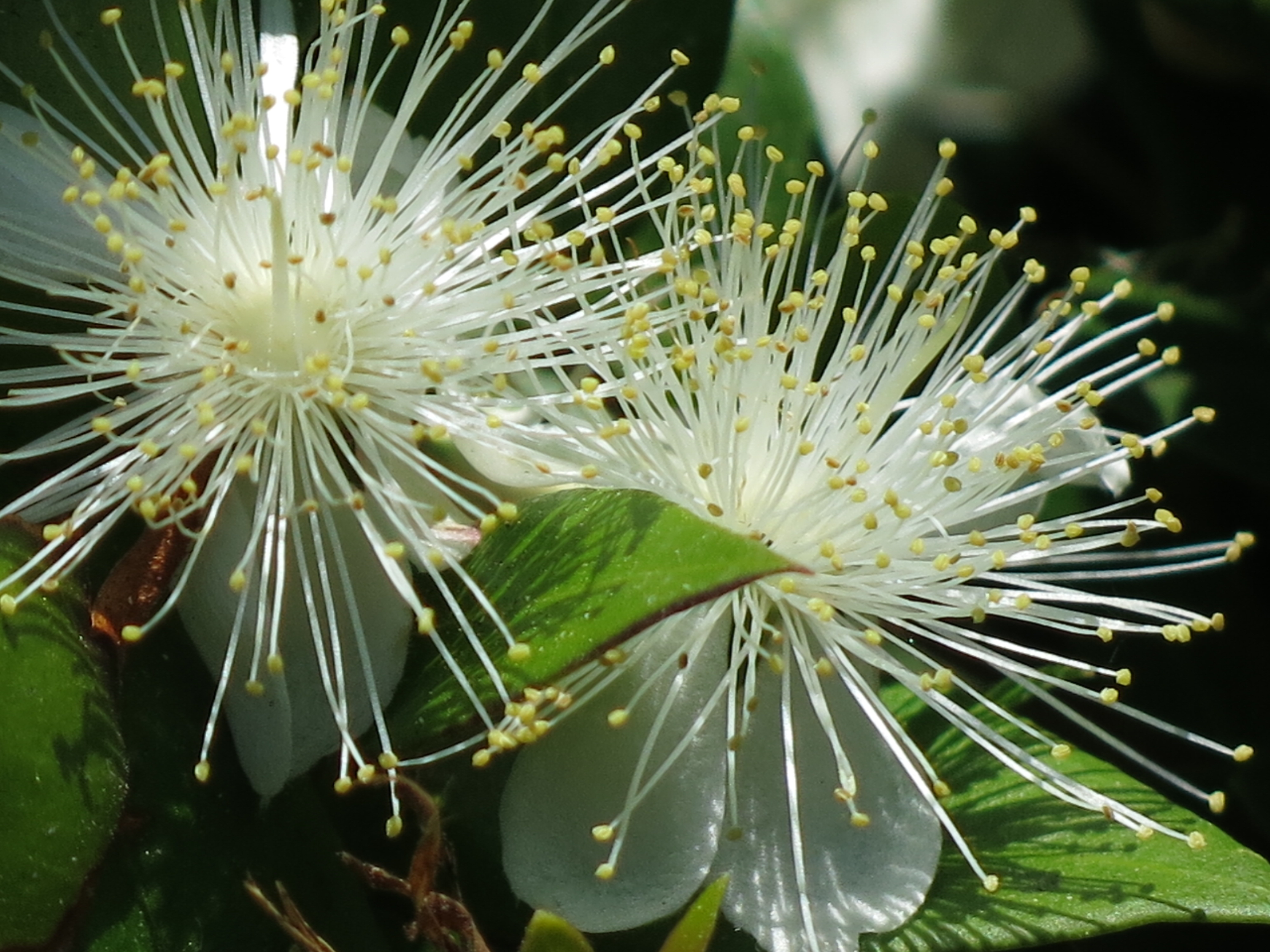
Detail květů myrty obecné
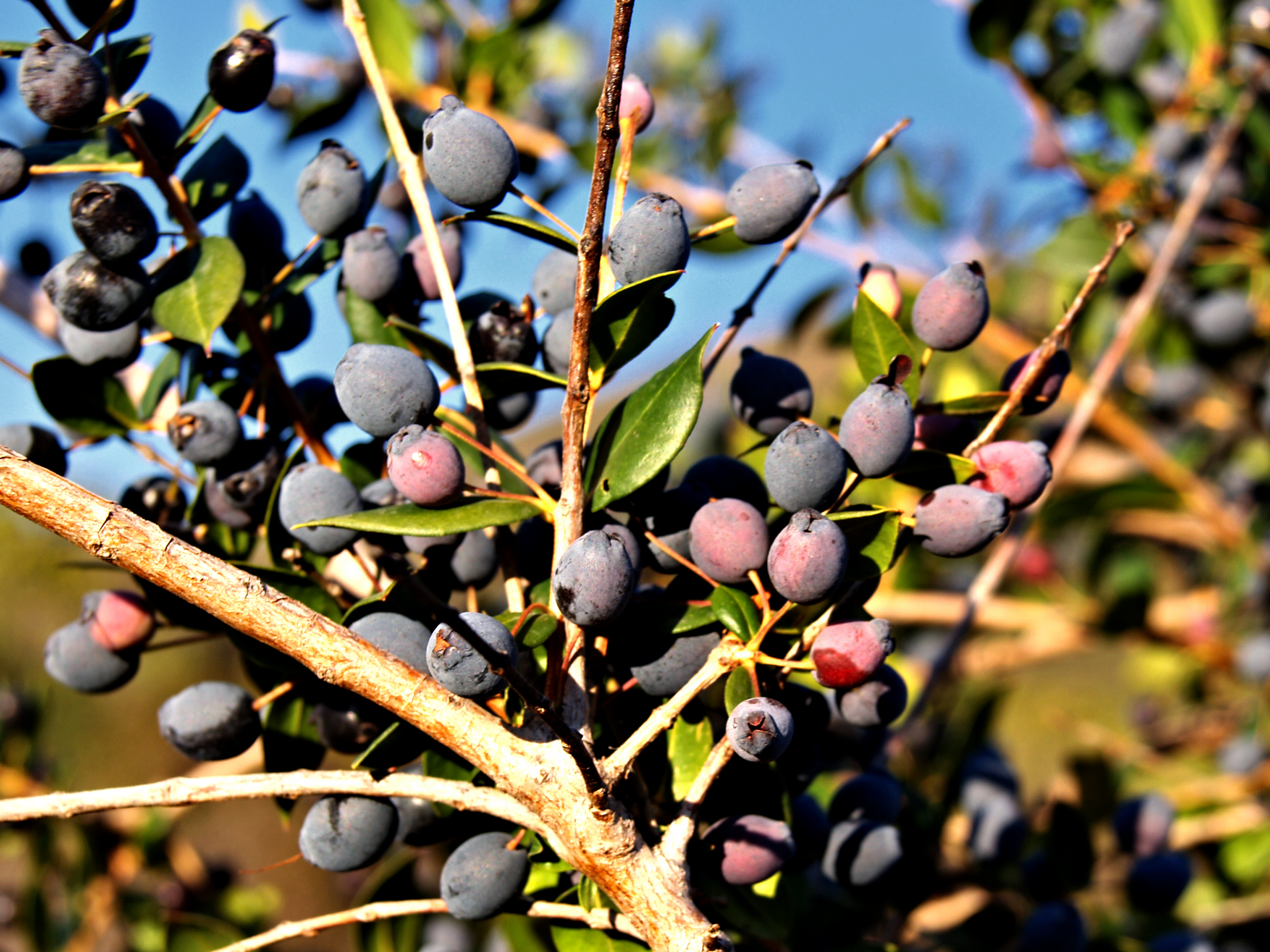
Plody myrty obecné

## Rozšíření
Rod myrta zahrnuje 2 druhy. Myrta obecná (Myrtus communis) je rozšířena ve Středomoří, severní Africe, severovýchodní tropické Africe (Etiopie, Eritrea) a přes jihozápadní Asii a Jemen až do Pákistánu. Ve Středomoří tvoří součást keřových porostů známých jako makchie a garigue. V menší míře roste i v některých oázách severní Afriky. Druh M. nivellei je endemit střední části Sahary na území Alžíru a Čadu a představuje zde glaciální relikt. Vyskytuje se v pohořích Ahaggar a Tassili. Byl popsán v roce 1912. Myrta obecná roste zplaněle i v jiných částech světa, např. v Arábii, Jižní Americe a Austrálii.

## Taxonomie
Rod Myrtus je v současné taxonomii řazen do podčeledi Myrtoideae, kde je součástí nejrozsáhlejšího tribu čeledi myrtovitých, Myrteae, a představuje jeho bazální vývojovou větev. Blízce příbuznou skupinou je monofyletická vývojová větev vesměs asijských a australských rodů: Austromyrtus, Gossia, Rhodomyrtus, Octamyrtus, Decaspermum a Rhodamnia, zatímco všechny další, odvozené rody tohoto tribu jsou vesměs jihoamerické.
Rod Myrtus má značné množství synonym (Catalogue of Life jich uvádí přes 600 ), což je dáno taxonomickou historií myrtovitých, při níž byly jednotlivé druhy zejména z tribu Myrteae různými autory přesouvány z rodu do rodu.

## Zástupci
- myrta obecná (Myrtus communis)

## Význam
Myrta obecná je zdrojem vonných silic používaných zejména v parfumerii a v některých zemích je pěstována na plantážích. Plody se používají také jako koření. Je to oblíbený okrasný keř, ceněný pro úhledné sytě zelené listy a pohledné bílé květy. V podmínkách střední Evropy se pěstuje jako balkonová, případně pokojová rostlina. Snítky myrty se tradičně používají při svatbách.
V Indii se myrta používá v tradiční medicíně jako antiseptikum, při respiračních onemocněních, zánětech močových cest a proti parazitům. V Turecku a jižním Rusku se používá kůra a kořeny myrty k vydělávání kůží. Dřevo je značně tvrdé a má pěknou strukturu.
Tradiční využití myrty obecné má dlouhou historii. Ve starověkém Řecku a Římě měla tato aromatická rostlina mnohostranné využití. Je rovněž zmíněna na několika místech v Bibli. Na Sahaře používají Tuaregové listy místního druhu Myrtus nivellei při průjmech, kapavce a zevně při dermatózách. Účinné látky jsou u tohoto druhu odlišné než u myrty obecné. Medicínské studie prokázaly antimykotický a protizánětlivý účinek vonného oleje z této rostliny.

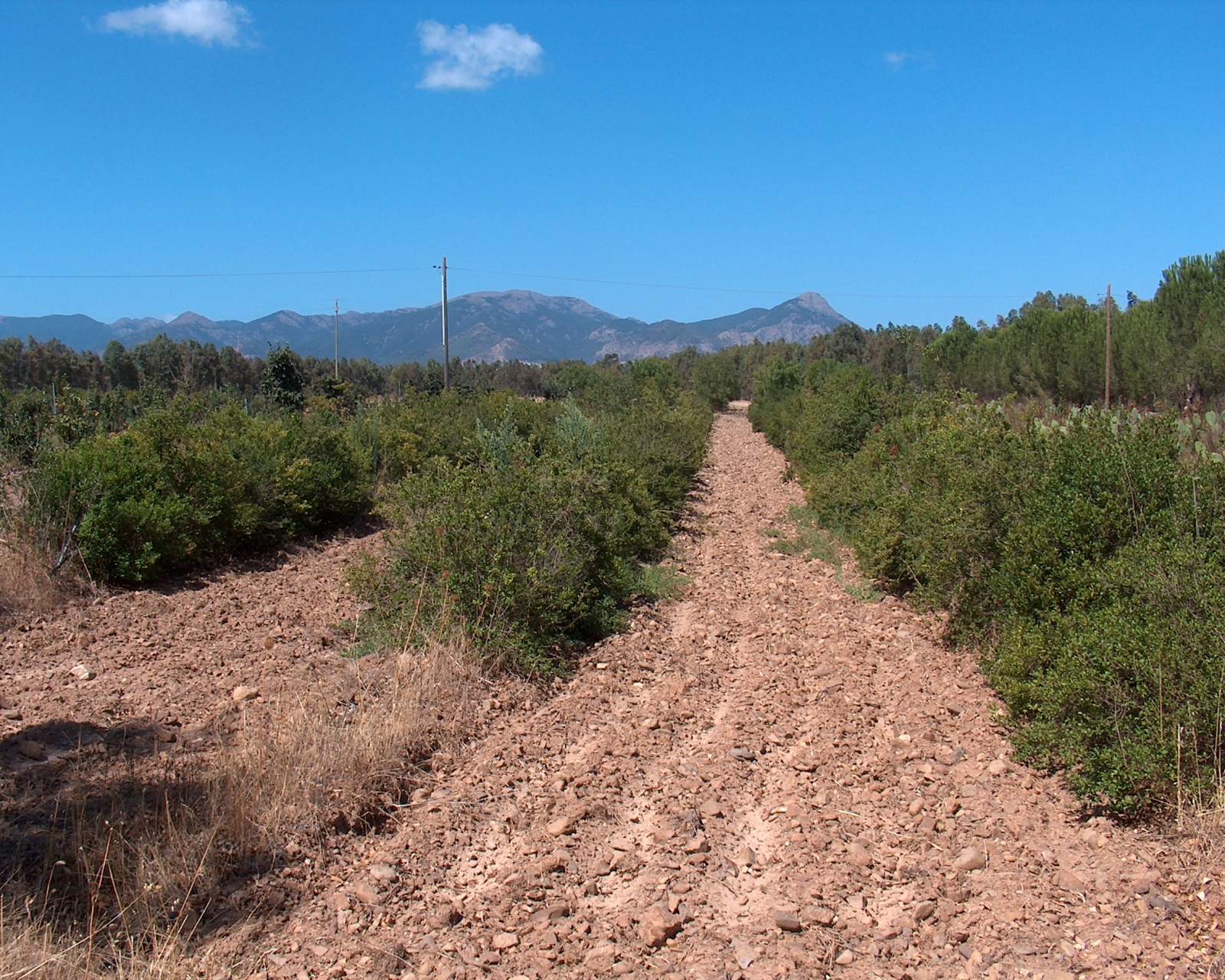
Plantáž myrty obecné na Sardinii
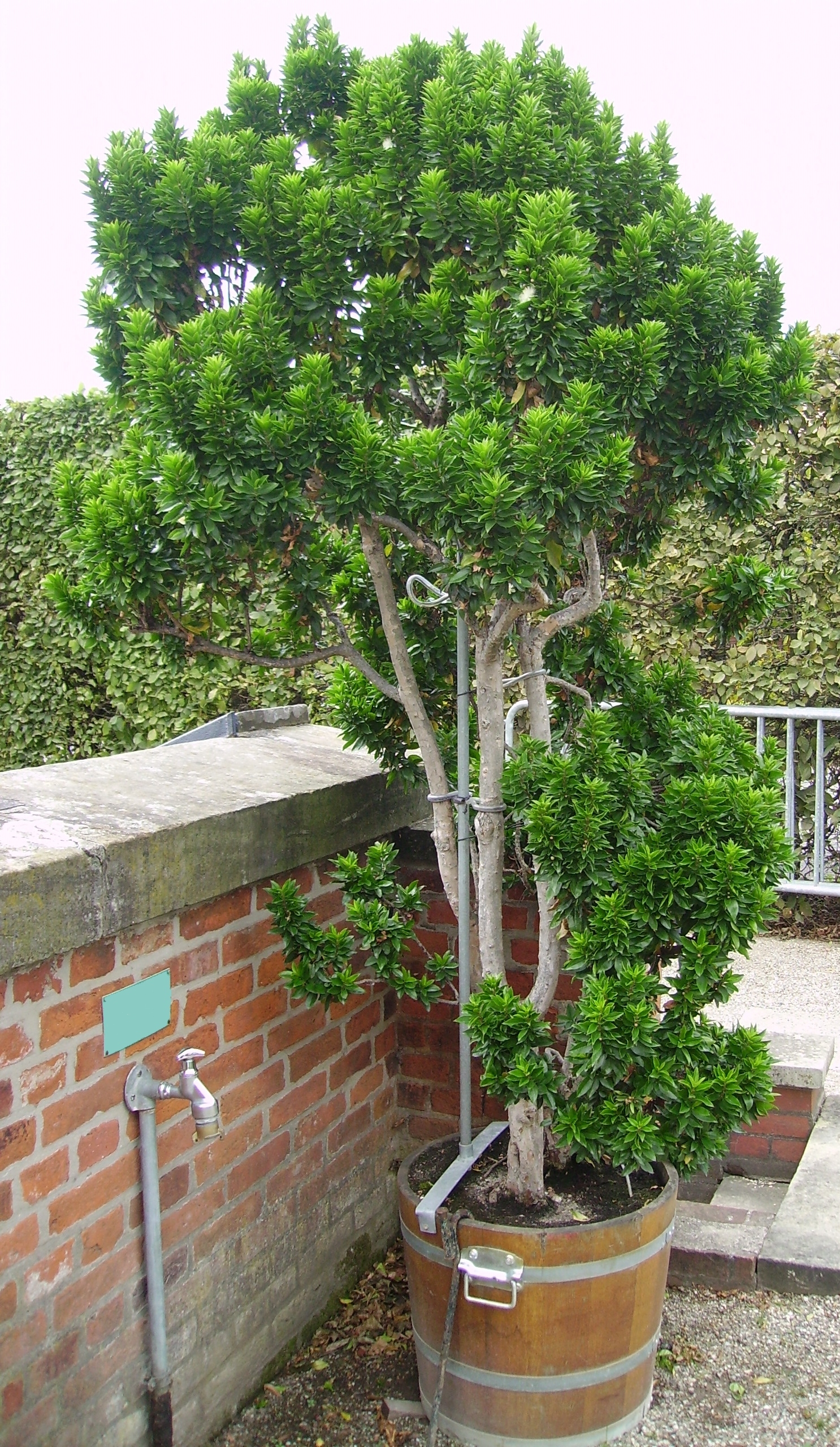
Myrta jako balkonová rostlina